# Kendall Applegate
Kendall Applegate é uma  atriz norte-americana conhecida pelo seu papel como Penny Scavo na série "Desperate Housewives".

## Filmografia
- Desperate Housewives
- The Glamorous Life